# Raion
Raionul  (în limbile rusă și ucraineană: райо́н, belarusă: раён, azeră: rayon, letonă: rajons, română: raion, georgiană: რაიონი, raioni) este o diviziune administrativă în unele țări postsovietice. Termenul poate fi tradus aproximativ prin "district".
Raionul este o entitate subnațională în Azerbaidjan, Belarus, Georgia, Letonia, Republica Moldova, Federația Rusă și Ucraina. A fost o subdiviziune administrativă în fosta Uniune Sovietică.
Raionul a fost introdus în administrația sovietică de reforma din 1923 – 1929, care a transformat în noile subdiviziuni multe foste voloste și uezduri ale Imperiului Rus.
Un raion este de obicei o entitate cu două trepte mai jos decât nivelul național. Poate fi subordonat unei entități superioare, și anume:
- unui voblast (în Belarus);
- unui oblast (regiune), unei kraine, republici autonome, district autonom, sau, în Rusia, unui oraș mare;
- unei mici republici sovietice, oblast, kraine, republici, ori al unui oraș mare dintr-o republică sovietică mare în fosta Uniune Sovietică;
- unui oblast, unui oraș mare sau Republicii Autonome Crimeea din Ucraina.

De obicei, raioanele au organe de conducere cu un anumit grad de autonomie, alese prin vot popular – soviet raional (raisoviet) – cu un șef al administrației locale, care este uneori ales, alteori numit.

## Raioanele Federației Ruse
Împărțirea în raioane a rămas în cea mai mare parte neschimbată după prăbușirea Uniunii Sovietice. În multe zone ale Rusiei, termenul a fost schimbat, pentru a reflecta specificul național. (Lista poate fi incompletă.)
- Republica Karelia – raioanele coexistă cu volostele (волости).  Ambele subdiviziuni sunt considerate la același nivel administrativ.
- Republica Saha (Yakuția) – ulus (улус).
- Republica Tuva—kojuun (кожуун).